# 库尔伯瓦的塞纳河
《库尔伯瓦的塞纳河》（法語：La Seine à Courbevoie）是法国画家乔治·修拉的一幅布面油画，绘于1885年。这幅画属于 印象主义运动的作品。